# Leon Štukelj
Leon Štukelj (12. listopadu 1898 – 8. listopadu 1999) byl jugoslávský gymnasta slovinského původu, zlatý olympionik a atlet.

## Životopis
Narodil se v tehdy rakouském Novém městě. Jeho sportovní kariéra začala v roce 1922 na mistrovství světa v Lublani a skončila na olympiádě v Berlíně v roce 1936. Zúčastnil se sedmi hlavních světových soutěží s celkovým ziskem dvaceti medailí: osmi zlatých a po šesti stříbrných a bronzových. Z olympiád měl šest medailí: na pařížské v roce 1924 získal dvě zlaté medaile; jednu zlatou a dvě bronzové získal v roce 1928 v Amsterodamu a na berlínské olympiádě získal stříbrnou medaili.
V roce 1927 ukončil studium práv. Již od útlého věku byl členem slovinského Sokola. Poté, co skončila jeho sportovní kariéra, zastával funkci soudce, nejprve v Novém městě, poté v Lenartu a v Mariboru, kde žil až do své smrti. Za druhé světové války patřil do řad slovinských četniků. Po druhé světové válce byl vězněn, po propuštění nemohl vykonávat funkci soudce.
Zúčastnil se zahajovacího ceremoniálu olympijských her v Atlantě v roce 1996, kde si jako nejstarší žijící držitel zlaté olympijské medaile potřásl rukou s tehdejším americkým prezidentem Clintonem.
V roce 1997 byl uveden do mezinárodní atletické síně slávy. Zemřel nedlouho před svými 101. narozeninami.